# Dendrobium maidenianum
Dendrobium maidenianum är en orkidéart som beskrevs av Rudolf Schlechter. Dendrobium maidenianum ingår i släktet Dendrobium, och familjen orkidéer. Inga underarter finns listade i Catalogue of Life.